# Nymphe de Palerme
Nymphe de Palerme (en italien Ninfa) est une jeune sainte  du IVe siècle, confesseuse de la foi, dont le jour de fête est fixé au 10 novembre.
Elle est l'une des saintes célébrées à Palerme, en Sicile, dont les quatre autres sont Rosalie, Agathe de Catane, Christine de Tyr et Olive. Ces trois dernières, avec elle, ont leur statue exposée sur les quatre façades de la place Quattro Canti, dans le centre-ville de Palerme,.

## Hagiographie

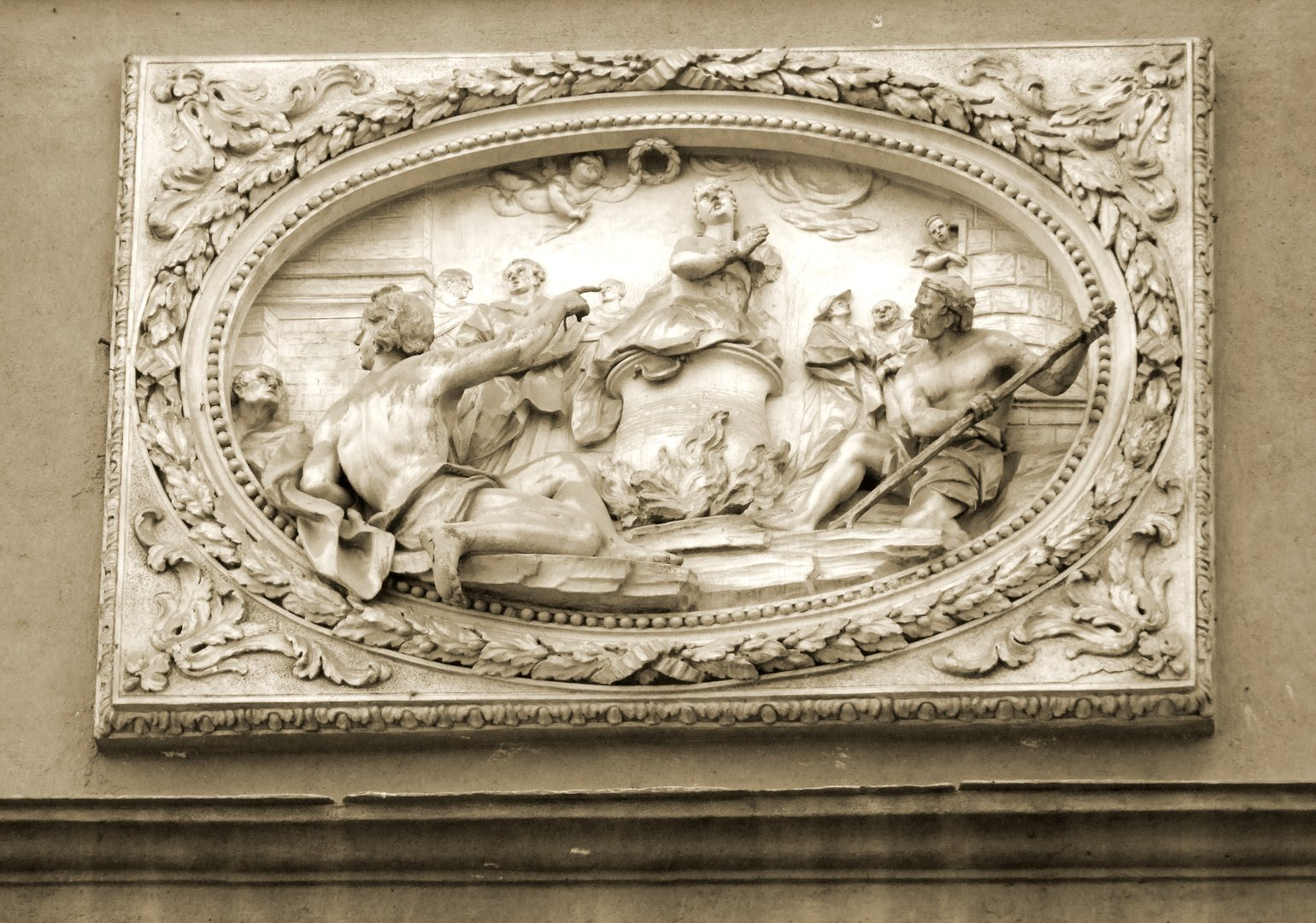
Le martyre de sainte Nymphe, relief de Gaspare Firriolo, église Sainte-Nymphe-des-Crociferi (Santa Ninfa dei Crociferi), Palerme, Italie.

Les premières évocations de Nymphe remontent à un document pontifical du pape Léon IV (847-855) qui mentionne une église Saint-Nymphe-Martyre qui lui est dédiée dans la cité antique de Porto Romano (au nord d'Ostie). Selon une Passio datant du XIIe siècle, bien que Nymphe soit la fille d'Auréliano, préfet de Palerme et persécuteur des chrétiens à l'époque de l'empereur Constantin, elle se convertit et se fait baptiser dans sa maison par l'évêque Mamiliano, avec trente autres personnes.
Très mécontent, son père fait arrêter l'évêque avec deux cents autres chrétiens, et tente de faire retirer sa fille de la nouvelle religion. Voyant ses tentatives restées vaines, il soumet un grand nombre à la torture, avant de tous les enfermer en prison. Mais la providence veut que Nymphe et Mamiliano puissent s'échapper (par l'intermédiaire d'un ange selon la Passio) les conduisant au bord de la mer où ils trouvent une barque.
Ils parviennent sur l'île de Giglio où ils restent quelque temps dans la prière et le recueillement avant de parcourir la région et la côte toscane pour rencontrer les chrétiens et transmettre la foi. Saint Mamiliano semble avoir été à l'origine de monastères de religieuses ermites, et aujourd'hui plusieurs églises portent son nom.
Afin de soutenir leurs actions et leur dévouement, ils ont l'idée d'aller visiter les tombes des apôtres Pierre et Paul à Rome. Immédiatement après avoir exaucé leur souhait, Mamiliano meurt et Nymphe le fait enterrer près de la mer à Porto Romano (Fiumicino) à un endroit appelé Bucina où se trouve toujours une petite chapelle commémorative (sur un terrain privé).
Il s'ensuit une longue période d'épreuves, voire de supplices, comme le montre le relief de l’église Sainte-Nymphe-des-Crociferi (it) à Palerme. L’autorité romaine, sans doute à Porto Romano, lui a peut-être fait subir le supplice du chaudron rempli de poix bouillante, mais sans réussir à la faire périr ni fléchir, de la même façon que les saints Guy, Crescence et Modeste n’y ont pas succombé.
Malgré cela et l'hostilité de groupes barbares, elle réussit à convertir bon nombre d'individus. La légende rapporte qu'un jour, sur le point de s'entretuer, Romains et Barbares (sans doute des Saxons) s'arrêtent lorsqu'un tremblement de terre se déclenche à la suite d'une exhortation apostolique de Nymphe. Interprété par beaucoup comme une punition du ciel, ils acceptent d'embrasser la nouvelle foi en Jésus-Christ et se font baptiser.
Puis un autre jour, elle entend une annonce de l'Époux céleste qui l'appelle au ciel. Avant de le rejoindre, elle parvient à visiter ses disciples une dernière fois en les engageant à rester fidèles et unis. Elle meurt le 10 novembre, exactement un an après Mamiliano. Son corps est déposé dans une crypte à Bucina avec d'autres reliques de martyrs et de chrétiens dont celles du saint évêque.
Les habitants de Fiumicino, à la suite d'une période de sécheresse, ont prié la sainte d'intercéder auprès de Dieu pour faire advenir la pluie. Le miracle tant désiré s'est produit et les fidèles ont commencé à la vénérer, une église lui a été dédiée.

## Culte et reliques
Quelques-unes de ses reliques ont été déposées à Rome, à l'église Santo Spirito in Sassia avec d'autres des saints Tryphon et Respice, et à l'église Santa Maria in Monticelli où son chef (sa tête) a été placé en 1098 sous le pontificat d'Urbain II. En 1593, l'urne d'argent qui le contenait fut transférée à Palerme et installée sous l'autel d'une chapelle de la cathédrale, consacrée en 1598. Dans la même ville, il a été décidé la construction de l'église Sainte-Nymphe-des-Crociferi qui a été achevée en 1660.
Son jour commémoratif est le 10 novembre. Dans le Martyrologe romain, édité par le cardinal Cesare Baronio (1538-1607), sainte Nymphe est commémoré avec les saints Tryphon et Respice à cette date, sans aucune indication topographique, comme c'était déjà la tradition dans l'Église romaine ; de même dans les éditions ultérieures, c'est-à-dire dans celle de 1748 commandée par Benoît XIV (1740-1758), dans celle de 1913 commandée par Pie X (1903-1914) et celle des Bollandistes de 1940. Désormais, c'est uniquement certaines Églises orthodoxes qui la célèbre en compagnie des saints Tryphon et Respice.
Dans la province de Trapani, une localité porte le nom de Santa Ninfa.